# Катерина I
Катери́на I (рос. Екатерина I, уроджена Марта Гелена Скавронська пол. Marta Helena Skowrońska; 5 (15) квітня 1682 — 6 (17) травня 1727) — остання московська цариця (1712—1721), перша російська імператриця (1725—1727). Друга дружина московського царя Петра I (з 1712). Народилася в Дерпті, (Тарту) Лівонія. Донька лівонського селянина Самуїла Скавронського — Марта Гелена Скавронська, потім вдова шведського драгуна-трубача Йоганна Крузе — Марта Гелена Крузе. Потрапила до московського полону під час Північної війни. Була наложницею московських полководців Бориса Шереметьєва і Олександра Меншикова; з 1703 року передана на потіху Петру І і стала другою дружиною останнього (1712). Перейшла з лютеранства у православ'я, при цьому отримала ім'я Катерина Олексіївна (рос. Екатерина Алексеевна). 1724 року коронована царицею. Мати московських царівн Анни та Єлизавети. Після смерті чоловіка, за підтримки Олександра Меншикова та частини московського дворянства стала російською імператрицею. Керувала державою номінально; фактична влада належала Меншикову. Перед смертю заповіла трон онукові Петру II. Померла в Санкт-Петербурзі. На честь цариці засновано московський Орден Святої Катерини (1713), названо московське місто Єкатеринбург (1732). Похована в Петропавлівському соборі.

## Біографія

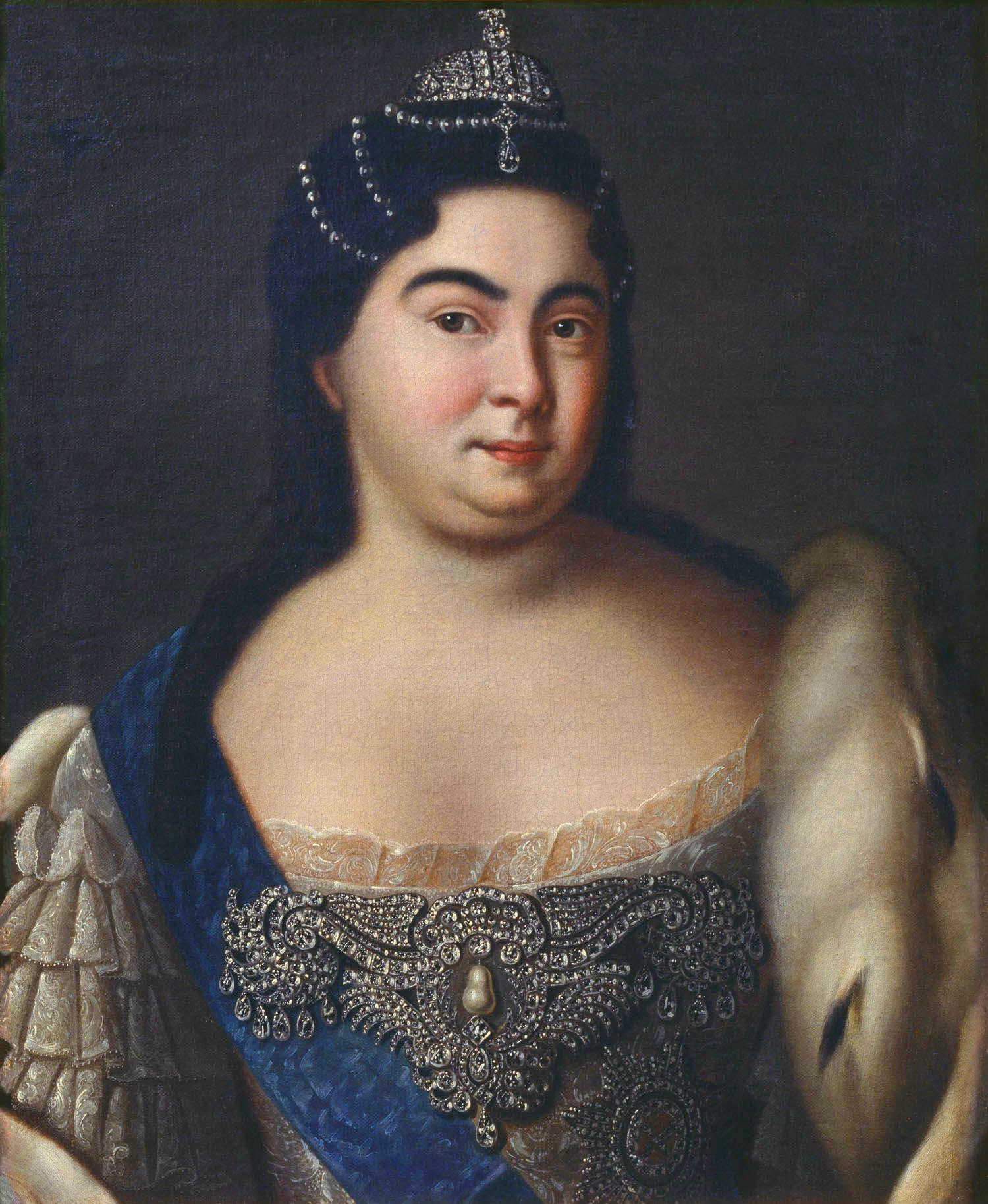
Катерина I

Донька білоруського селянина Самуїла Скавронського з Мінського воєводства у Великому князівстві Литовському, який переселився у Маргенбург (нині Алуксне у Латвії), й матері балтійсько-німецького, або, що менш ймовірно, шведського походження. До прийняття православ'я мала імена Марта Гелена. Під час перебування в Маргенбурзі була служницею в пастора Глюка. На початку Північної війни 1700–1721 потрапила до московського воєначальника Бориса Шереметьєва, а згодом — до Олександра Меншикова, у яких перебувала на становищі напівслужниці-напівналожниці. З осені 1703 року — фактична дружина царя Петра I. Офіційний церковний шлюб оформлено 12 лютого 1712 року. Від шлюбу народилися дві дочки — Анна та Єлизавета. 1724 року Катерину I урочисто коронував Петро I.
Після смерті Петра I група прихильників петровських реформ на чолі з О. Меншиковим і П. Толстим, за підтримкою гвардійських полків проголосили Катерину I російською імператрицею. Сама Катерина I державними справами і політичною діяльністю не займалася, фактичне управління імперією було в руках О. Меншикова та Верховної Таємної Ради, створеної 8 лютого 1726 року з числа аристократичної верхівки.
За правління Катерини I російський уряд продовжував створення централізованої держави, зокрема на землях сучасної України. Саме це стало причиною невдоволення і конфліктів з місцевою українською верхівкою — козацькою старшиною, яка не бажала втрачати владу і старі вільності. У зв'язку з військовою загрозою з боку Османської імперії (до складу якої в ті часи входило Кримське ханство) і потребою у козацьких загонах імперський уряд пішов на певні поступки, зокрема розпустив на певний час Малоросійську колегію) та відновив посаду гетьмана (гетьманом став Данило Апостол). Незадовго до смерті Катерина I підписала заповіт про передачу престолу онуку Петра I — Петру II Олексійовичу.

## Політика

### Внутрішня
У 1725 у політиці Катерини частково характеризує продовження справ чоловіка (експедиція Беринга на Камчатку, відкриття академії наук). Також Катерина відмінила міське самоврядування (магдебурське право). Слід пам'ятати, що час її правління припадає на період всевладдя Олександра Меншикова, тому в 1726 вона створила Верховну таємну раду із 7 людей на чолі з О. Меншиковим. У політиці Катерини яскраво прослідковується намагання перевести духовенство під вплив світської влади (царепапізму в Російській імперії ніколи не було). В 1726 році Синод втрачає статус «Правительствующего» і набуває статусу «Святейшого». Упродовж правління королеви значно зменшилося фінансування флоту та армії з причини перебування імперії у стані економічної кризи, що мало вплив і на зовнішню політику (точніше її відсутність). В 1726 Катерина заборонила кріпакам займатися ремеслом. За її царювання багато каторжників повернулися з заслання та життя дворянського люду значно покращилося на відміну від життя кріпаків.

### Зовнішня
Через погане фінансування війська та економічну кризу Катерина проводила мирну зовнішню політику, не входила у жодні війни.

## Сім'я

Монограма імператриці Катерини І.

- Батько: Самуїл Скавронський (?—?) — лівонський селянин.
- Мати: Доротея Ган[2]
- 1-й чоловік: Крузе — лівонський селянин, зник безвісті на війні через 2 дні після її початку.
- 2-й чоловік: Борис Шереметьєв
- 3-й чоловік: Олександр Меншиков
- 4-й чоловік: Петро І — московський цар.
- Діти: (яких було 11. 9 померли в дитинстві)
  - Анна
  - Єлизавета
  - Наталія — померла у дитинстві.
  - Петро — помер у дитинстві.

## Портрети

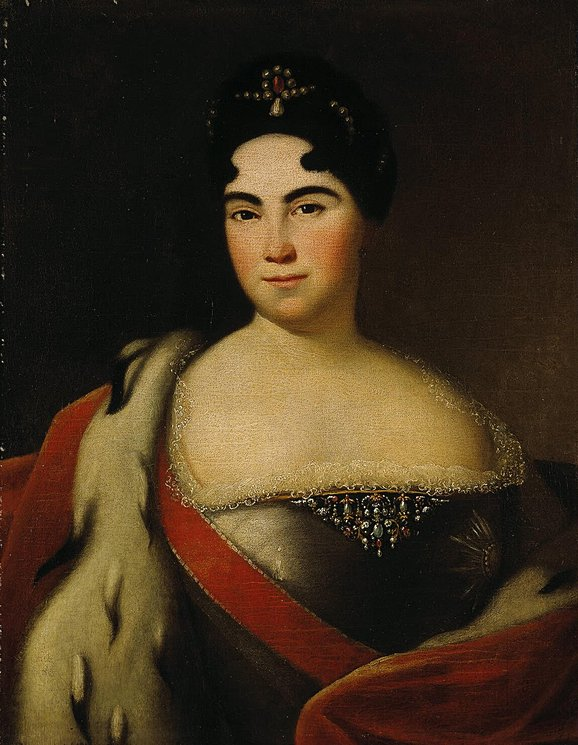
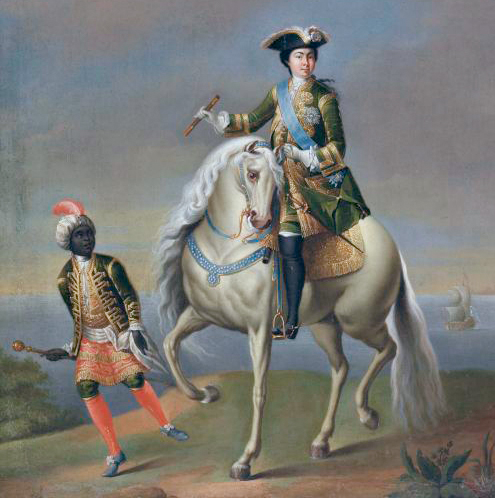
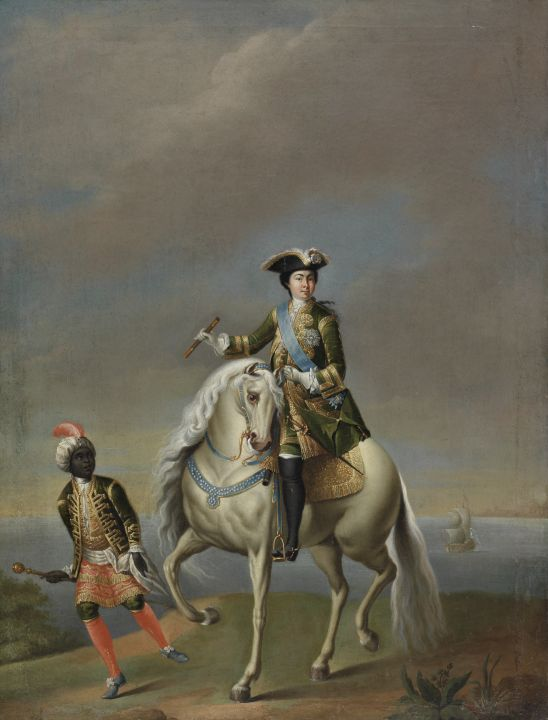
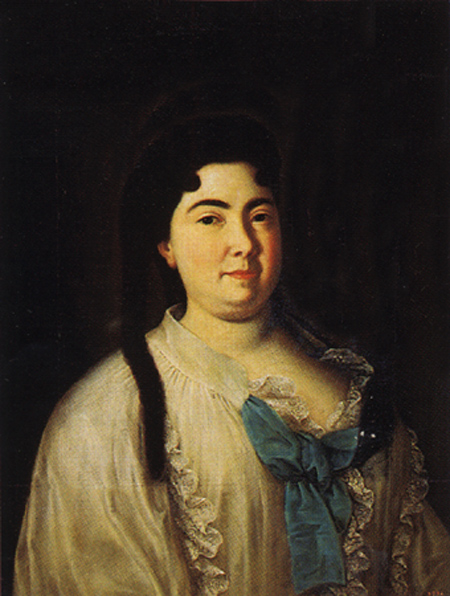
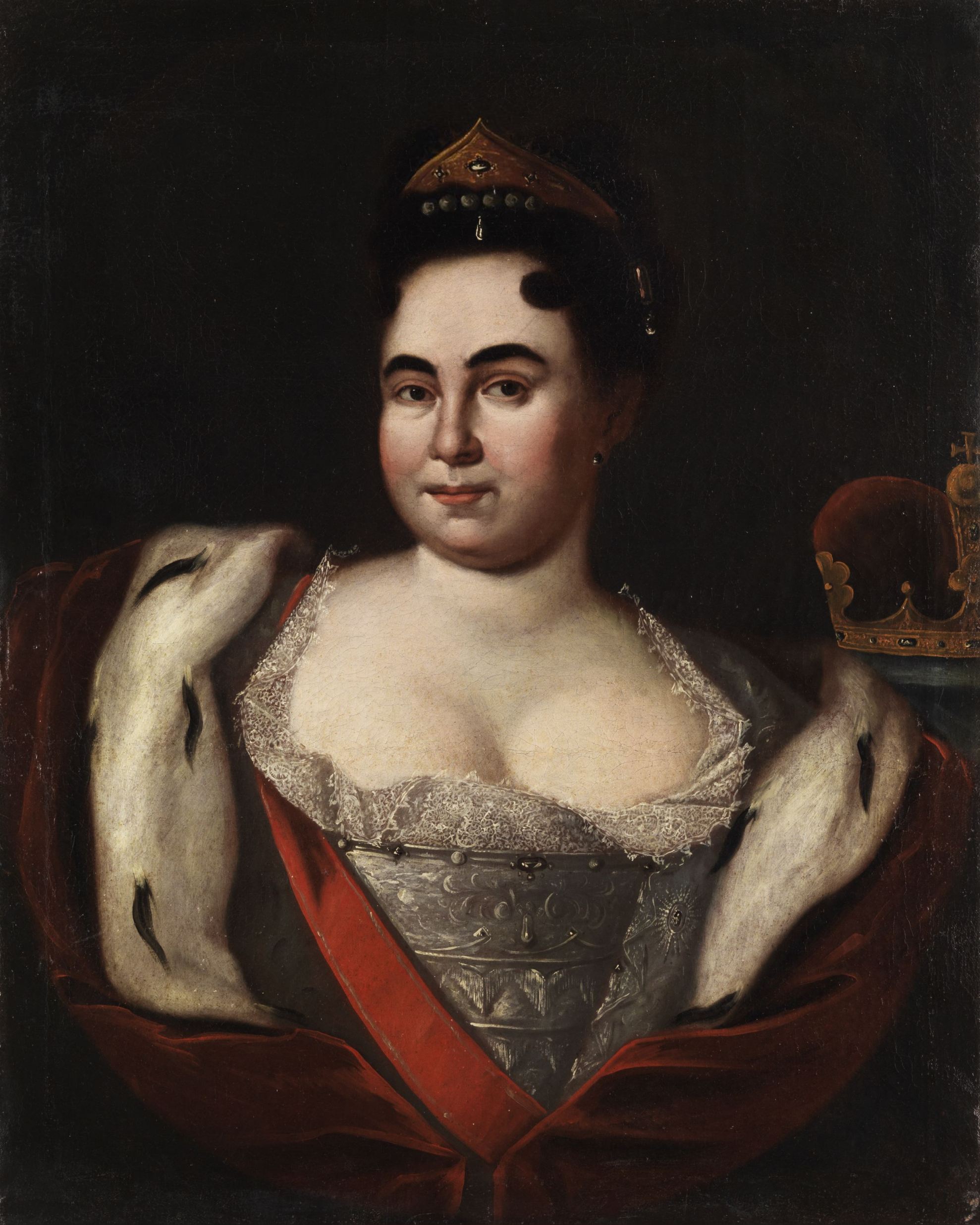
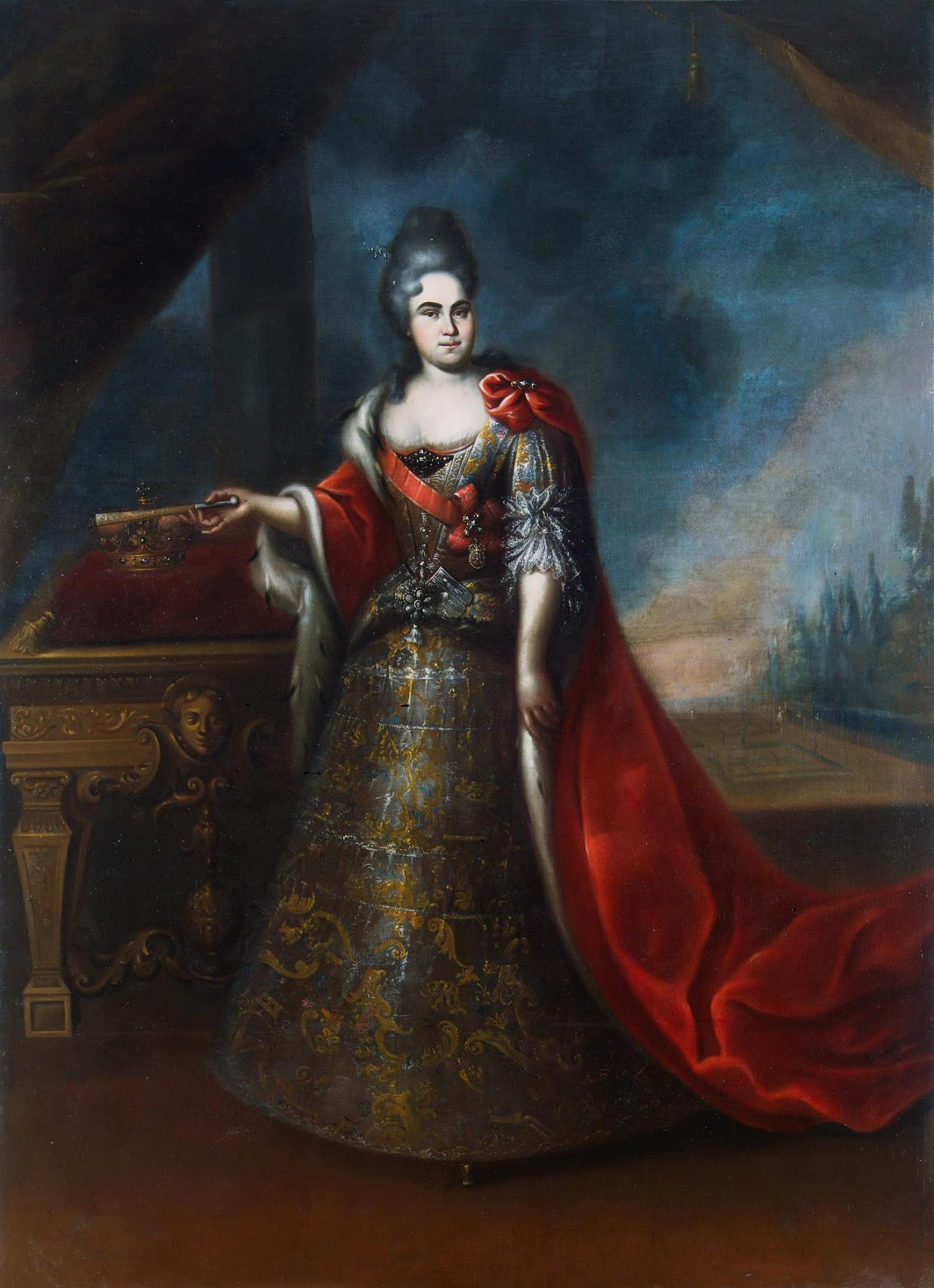
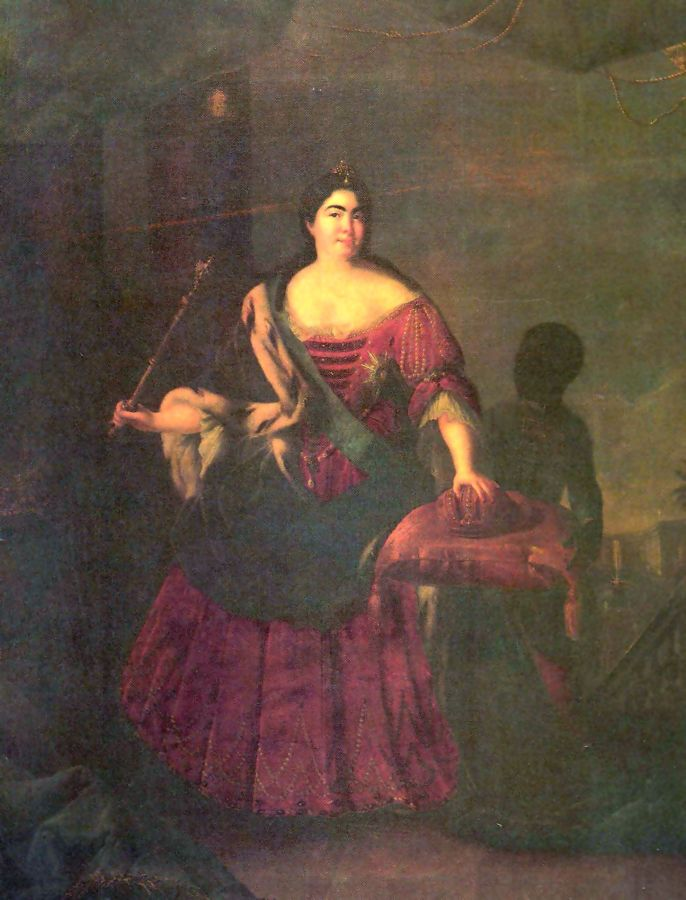
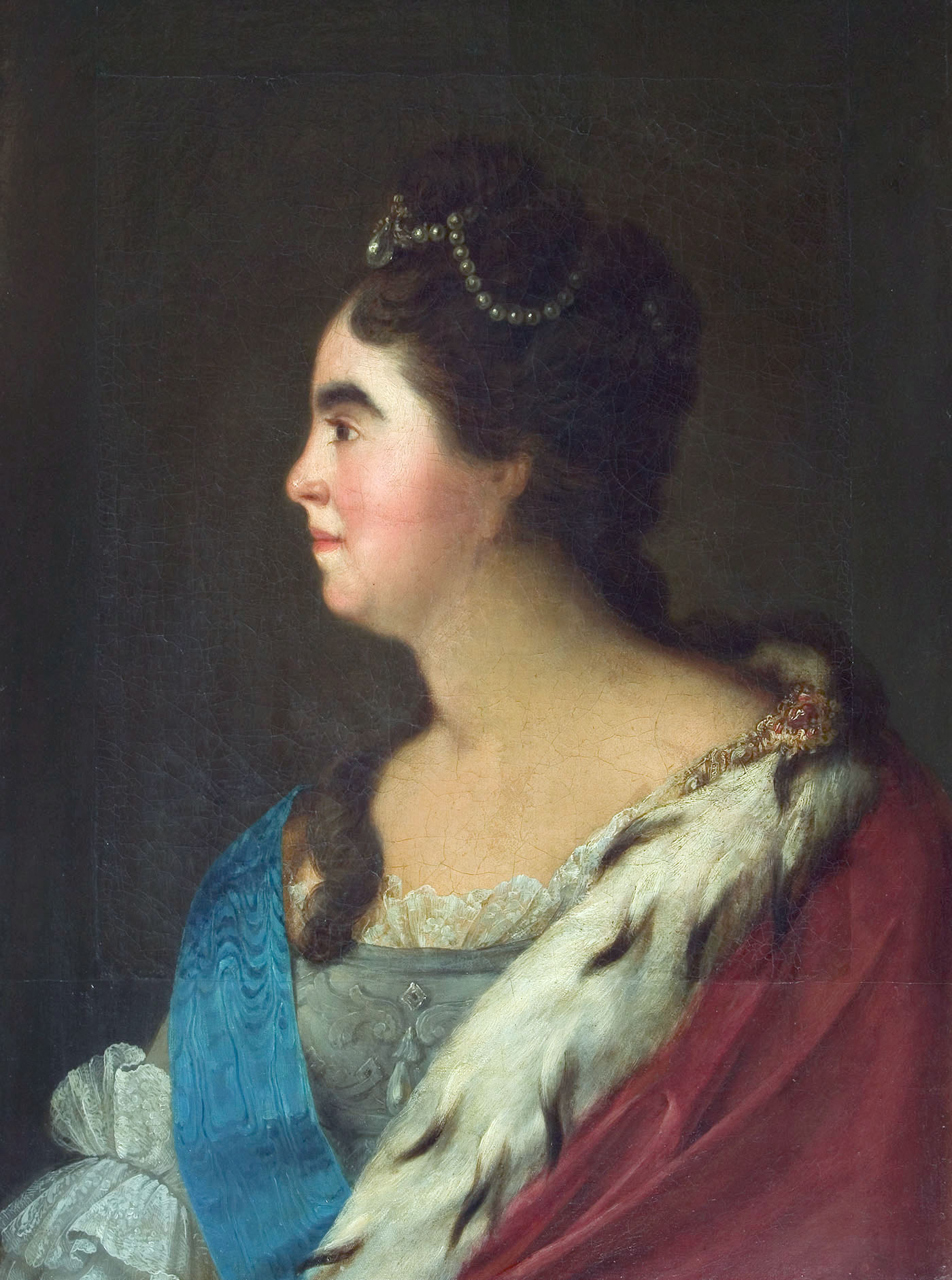
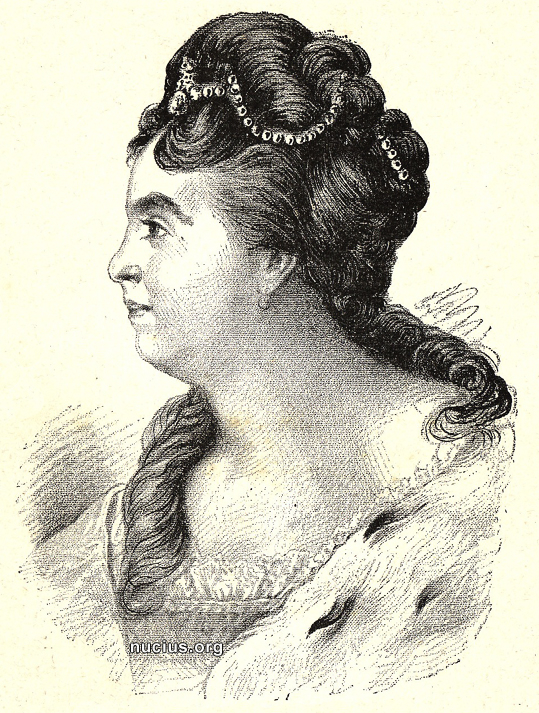
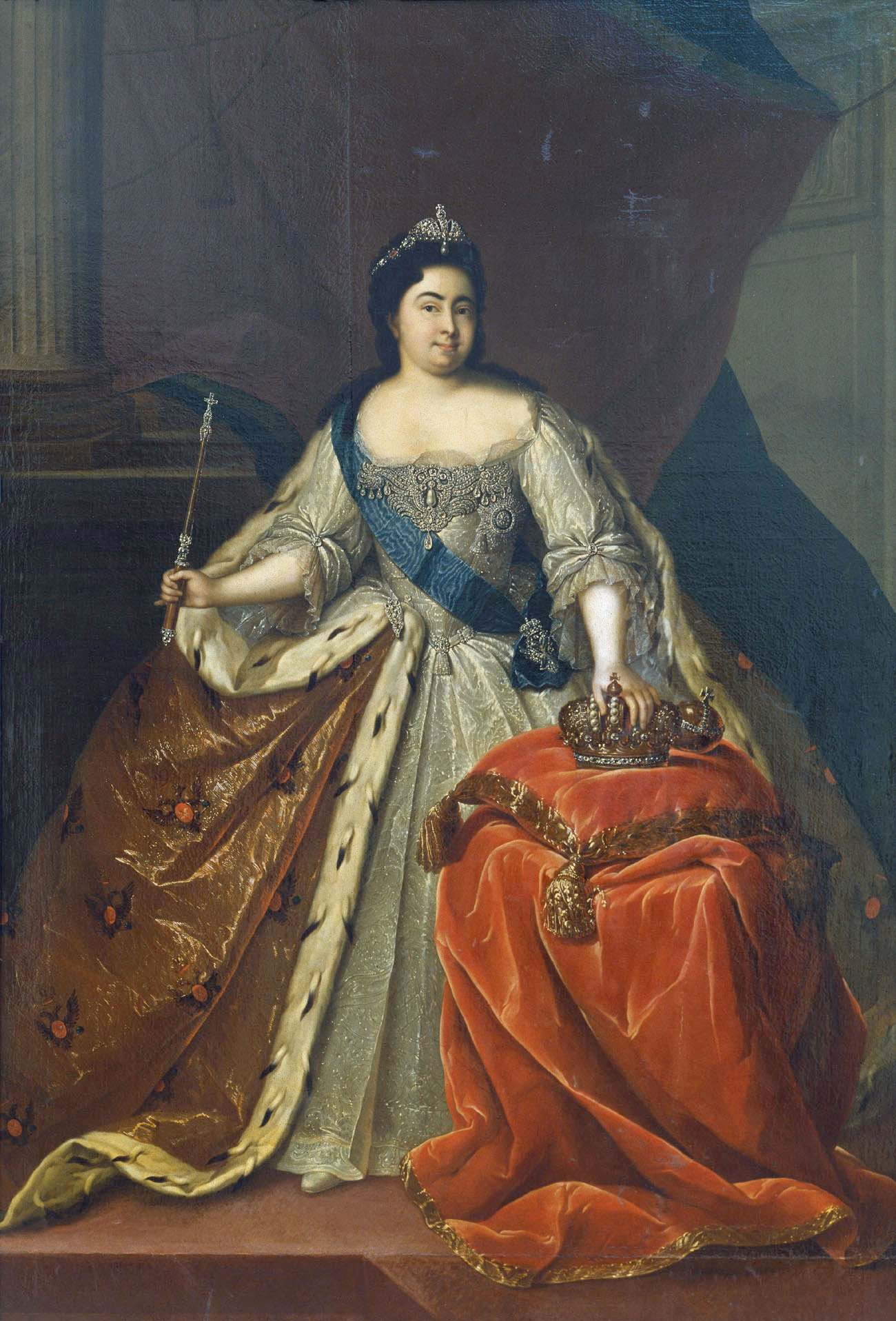
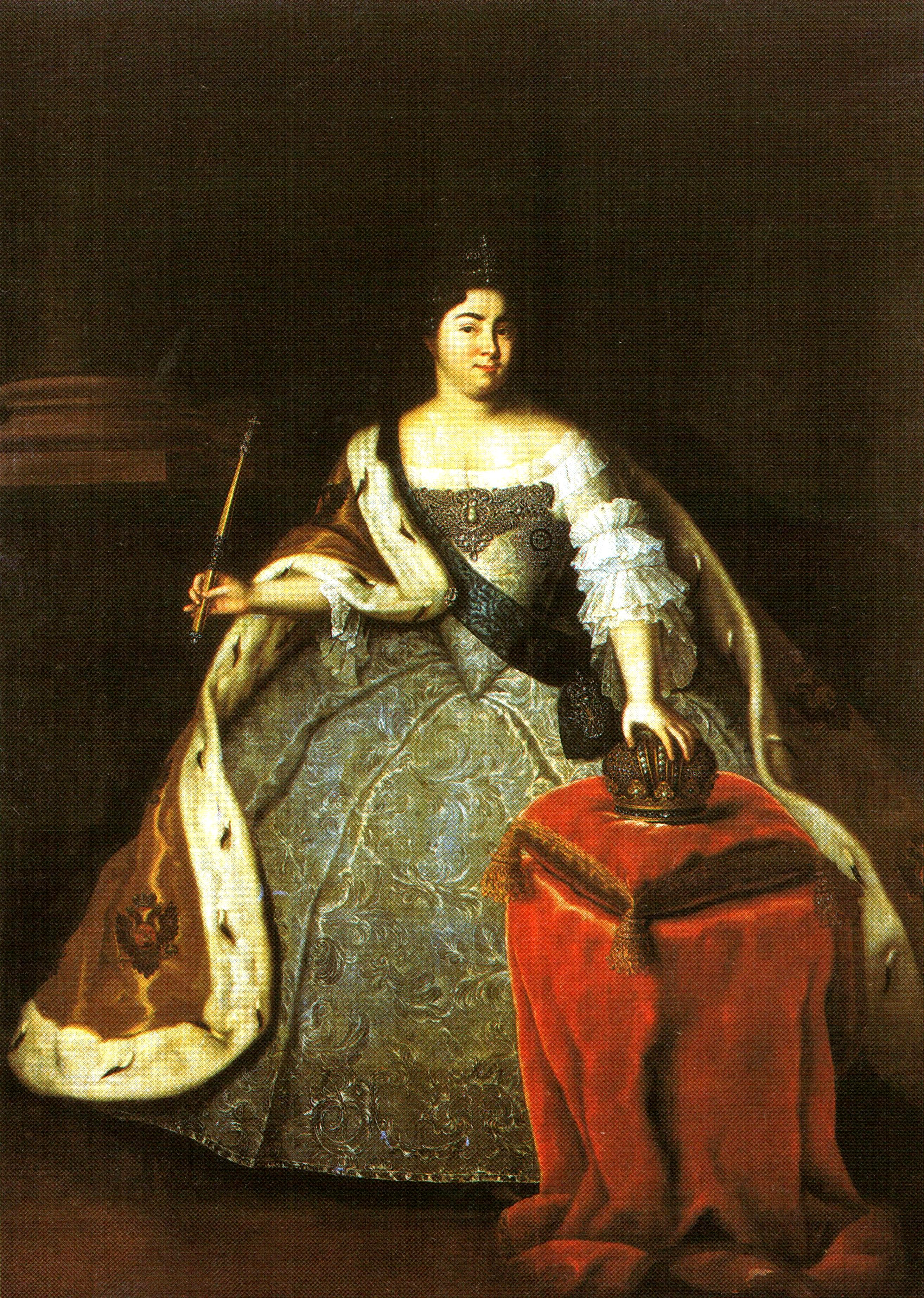
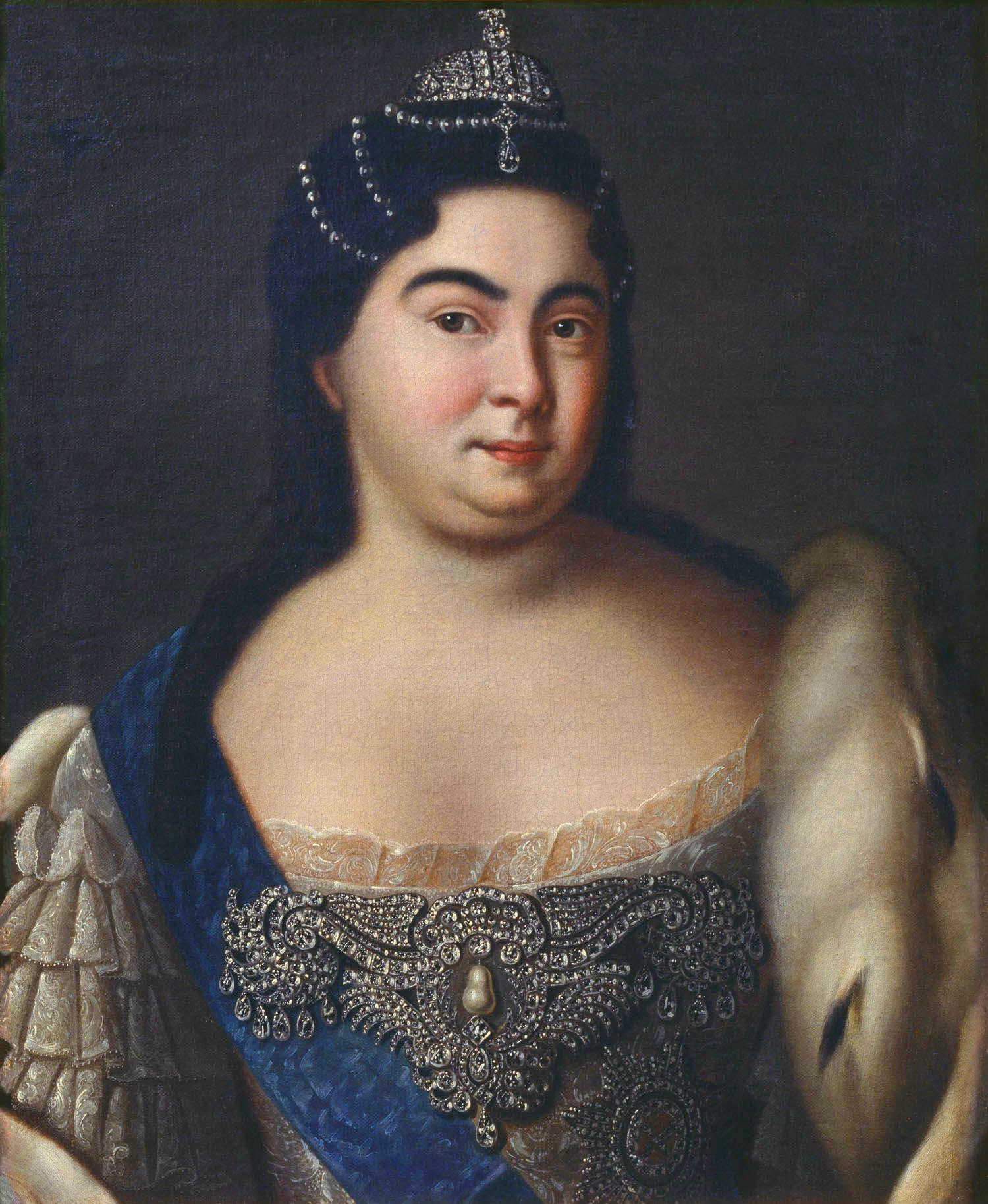
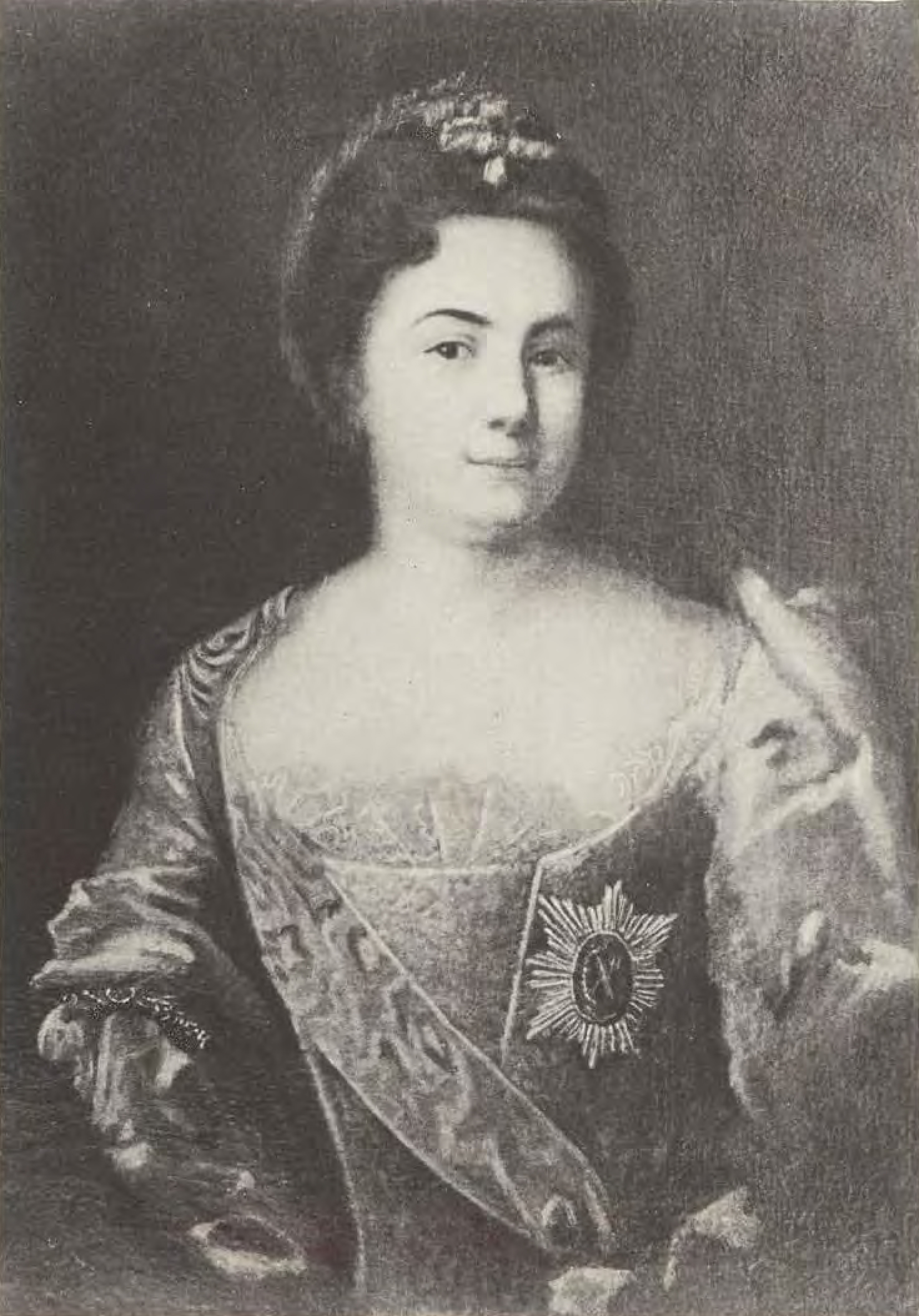
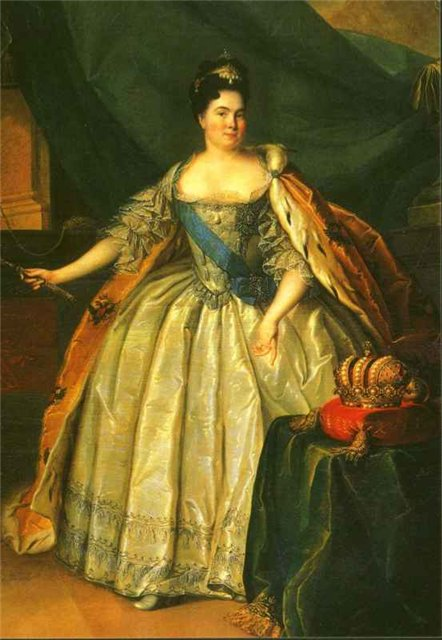
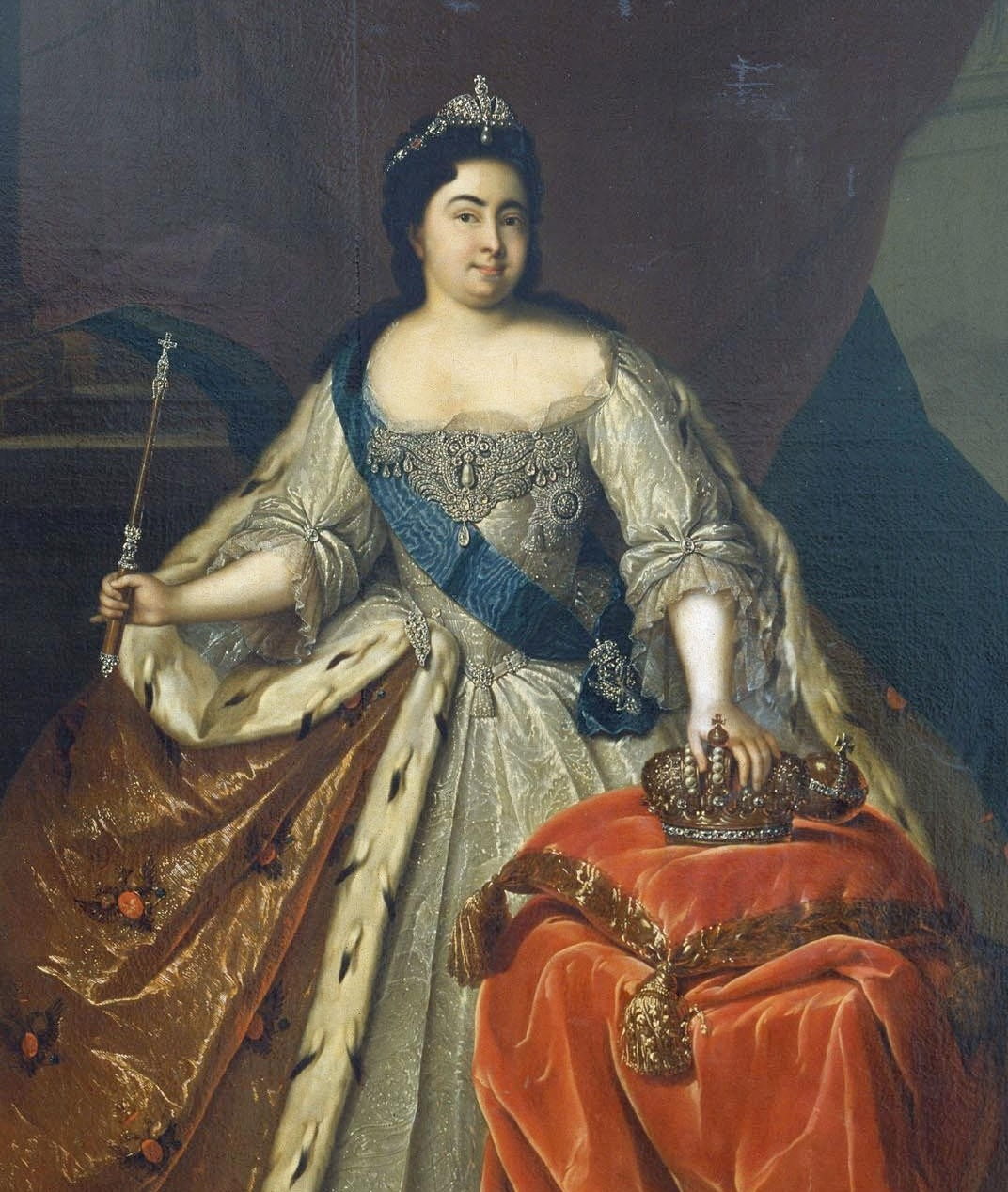
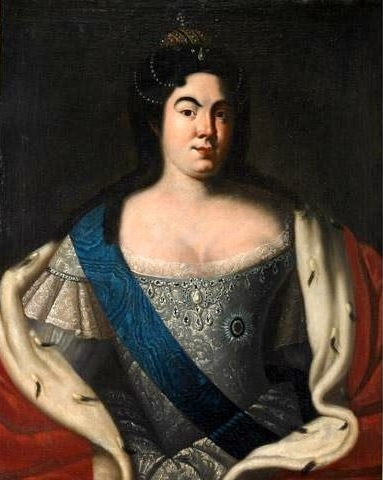
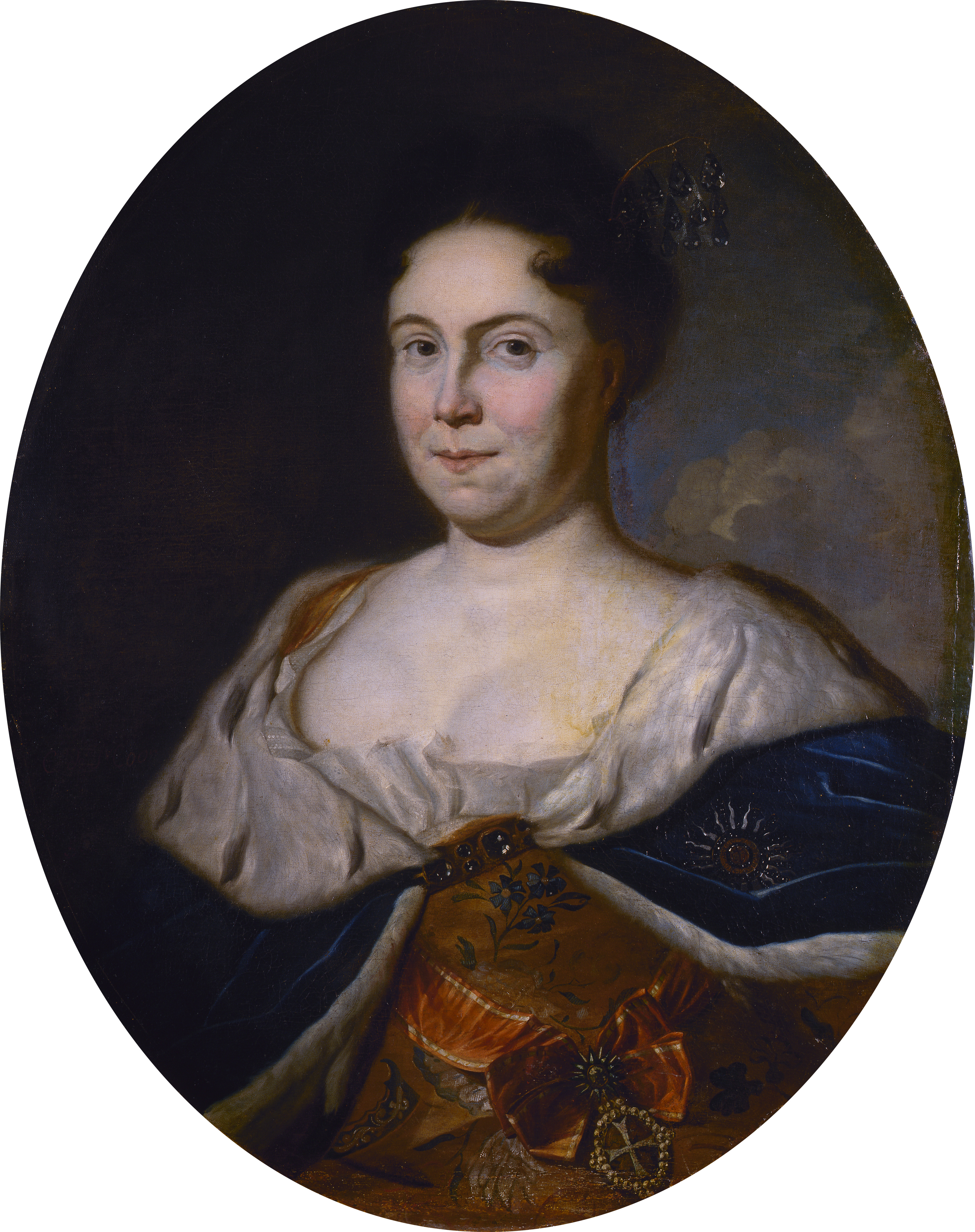
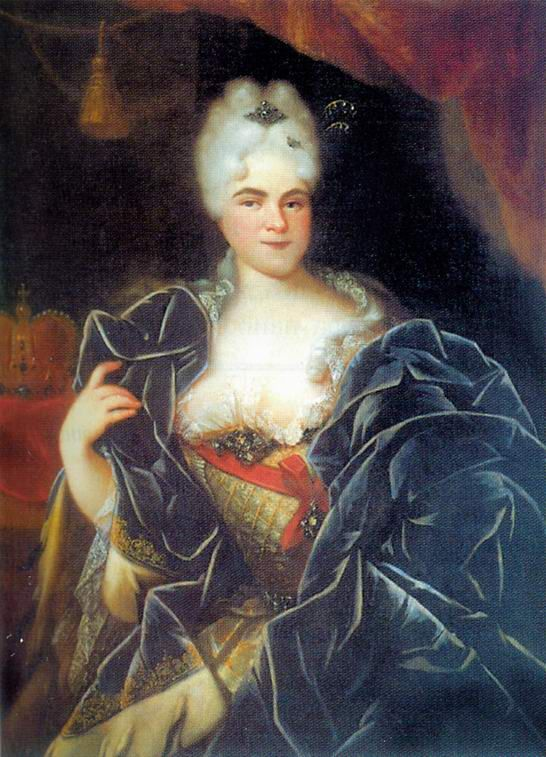
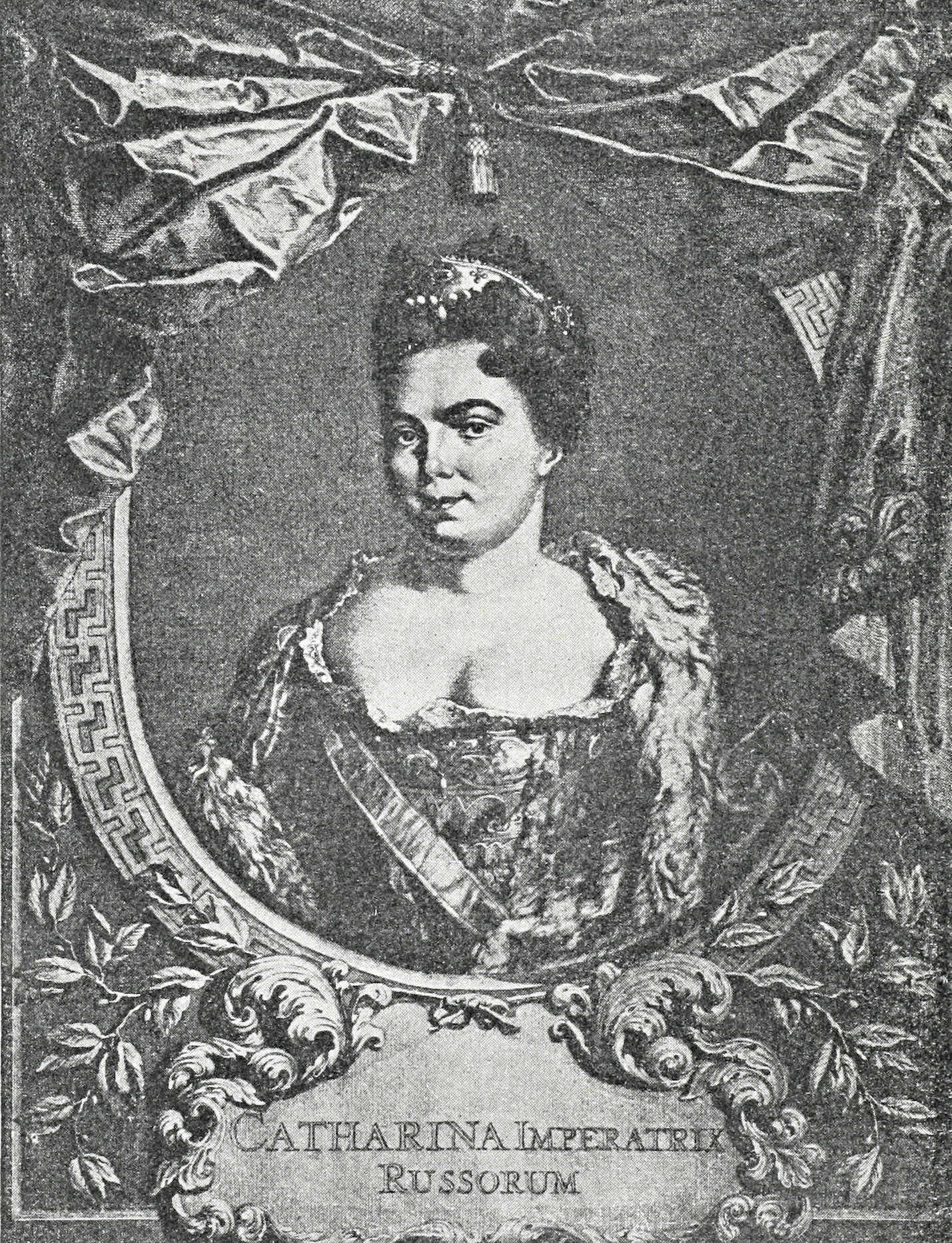

## Цікавинки
За словами тобольського селянина Якова Солнишкова, сказаними 1723 року, які часто цитують історики, вела розпусний спосіб життя:
(Подібний стиль життя характерний багатьом правителям Російської імперії)
Рід царський пішов несамовитий… государ… Петро такий же розпусник, зжився з блудницею, простою шведкою, блудним гріхом, її за зебе взяв, і ми за такого государя Богу не молимося…